# Nikolaos Andriakopoulos
Nikolaos Andriakopoulos (* 1878 in Patra; † unbekannt) war ein griechischer Turner.
Andriakopoulos nahm an den Turnwettbewerben bei Olympia 1896 in seiner Heimat Griechenland teil. Im Seilklettern war er neben seinem Landsmann Thomas Xenakis der einzige, der das 14 Meter hohe Seil bezwang. Durch seine gute Zeit (23,4 Sekunden) gewann er den Wettbewerb und wurde Olympiasieger. Diese Goldmedaille war die letzte griechische im Turnen bis zu den Olympischen Spielen 1996 in Atlanta.
Er startete auch beim Teamwettkampf am Barren. Dort war Andriakopoulos Teil der Mannschaft von Panellinios Athen und gewann mit diesem Team die Silbermedaille.